# Albrecht-Penck-Gletscher
Der Albrecht-Penck-Gletscher ist ein antarktischer Gletscher, der an der Küste des Viktorialands zwischen dem Fry-Gletscher und dem Evans-Piedmont-Gletscher in die Tripp Bay des McMurdo-Sunds fließt. 
Er wurde erstmals von Teilnehmern der Nimrod-Expedition (1907–1909) unter der Leitung des britischen Polarforschers Ernest Shackleton kartiert und nach dem deutschen Geographen und Geologen Albrecht Penck (1858–1945) benannt.